# The Only Living Boy in New York
The Only Living Boy in New York è un film del 2017 diretto da Marc Webb.
Scritto da Allan Loeb, ha come protagonisti Callum Turner, Kate Beckinsale, Pierce Brosnan, Cynthia Nixon, Kiersey Clemons e Jeff Bridges.

## Trama
Thomas Webb è un giovane neolaureato che non sa cosa fare della propria vita: l'unica cosa che sa è che è innamorato di Mimi, la quale non contraccambia il sentimento.
Il suo nuovo vicino, W. F., è un uomo di mezza età che sembra avere interesse per lui. Inizialmente riluttante, Thomas si lascia andare e inizia a passare del tempo con lui. La stessa sera nella quale Thomas esce con Mimi, scopre che il padre ha un'amante: il ragazzo è sconvolto, e crede che se la madre lo venisse a sapere, potrebbe riavere un esaurimento nervoso. Così Thomas inizia a seguire l'amante, Johanna, cercando di convincerla a lasciare il padre. Inaspettatamente, i due si ritrovano ad essere interessati l'uno all'altra, e iniziano una relazione. Thomas si sente annegare nei sensi di colpa, e decide di dire tutto sia alla madre che al padre: verrà a sapere cose che gli sconvolgeranno la vita.

## Produzione
Il 15 agosto 2012, è stato annunciato che Marc Webb avrebbe lavorato al progetto. Il 4 novembre 2014, Miles Teller è entrato a far parte del cast del film, venendo successivamente rimpiazzato da Callum Turner nel 2016. Le riprese sono iniziate a ottobre 2016.

## Pubblicazione
Il film è stato pubblicato negli Stati Uniti d'America l'11 agosto 2017, da Roadside Attractions e Amazon Studios.

## Accoglienza

### Critica
Nel sito di recensioni Rotten Tomatoes, il film ha raggiunto un tasso di approvazione pari al 33%, basato su 86 recensioni, e un voto medio di 4,8/10. Su Metacritic, il lungometraggio ha ottenuto un punteggio di 33 su 100 basato su 23 recensioni.
Peter Travers, critico cinematografico, ha recensito il film sulla rivista statunitense Rolling Stone, dandogli 1,5 stelle su 4 e affermando: «anche i migliori attori – e questo film ne vanta una manciata – non possono migliorare questo dialogo stagnante».